# Cato Van Ee
Cato Van Ee (Bentveld, 1º gennaio 1990) è una modella olandese.

## Carriera
Nel 2004 partecipa al concorso Elite Model Look diventando una delle finaliste. Nello stesso anno firma un contratto con la Elite Model Management.
A gennaio 2006 ottiene la sua prima copertina su Elle (Paesi Bassi). Ad aprile compare in un editoriale di La Vie En Rose, fotografata da Hermanna Prinsen. A maggio compare in un editoriale dal titolo "Memoirs of a Geisha" di Elle, Paesi Bassi.
Nel 2008 firma con la IMG Models e a gennaio ottiene la copertina di Avantgarde. A febbraio debutta sulle passerelle di Milano sfilando in esclusiva per Prada. Nello stesso mese sfila a Parigi per Miu Miu. Ad aprile appare sulle copertine de L'Officiel e Dutch Elle. Ad agosto compare in un editoriale di Dazed, fotografata da Andreas Larsson. Viene fotografata inoltre da Steven Meisel per la campagna pubblicitaria di Calvin Klein Jeans. A settembre compare sulla copertina di Dazed & Confused con alcune colleghe della IMG, fotografate da Will Davidson. Nello stesso mese è la protagonista degli editoriali di Vogue (Cina e Russia) e Numéro (Russia). Sfila per le collezioni primaverili di Alessandro Dell'Acqua, D&G, Prada, Dries van Noten, Miu Miu e Louis Vuitton. Gira uno spot televisivo per D&G.
Nel 2009 viene fotografata da Mario Testino per D&G. A gennaio appare in un editoriale di Numéro (Giappone), fotografata da Benny Horne. A febbraio sfila per Donna Karan, Marc Jacobs, Vivienne Westwood, Moschino e Marni a New York, Londra e Milano. A marzo sfila in esclusiva per Givenchy a Parigi. A maggio è sulla copertina di Elle Francia, fotografata da Bruno Ripoche; a giugno compare per la seconda volta sulla copertina della rivista francese. A settembre è negli editoriali di Numéro Giappone, Vogue Germania e Elle Italia.

## Agenzie
- Group Model Management - Barcellona
- Seeds Management
- IMG Models - New York, Londra, Parigi